# 귀밑샘

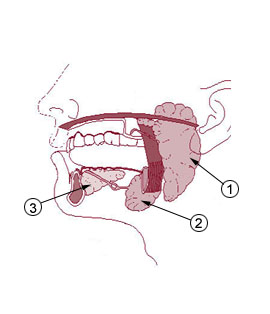
각 침샘의 위치 </br>
- 1)귀밑샘(Salivary glands) </br>
- 2) 턱밑샘(Submandibular gland) </br>
- 3) 혀아래샘(Sublingual gland)

귀밑샘(parotid gland) 또는 이하선(耳下腺)은 인간을 포함한 많은 동물에서 주요 타액샘이다. 인간에서 두 개의 귀밑샘은 입 양쪽으로 양쪽 귀 아래에 위치한다. (사진참조)

## 개요
귀밑샘은 세 종류의 인체의 침샘 중에서 가장 크다. 귀밑샘은 그 크기에 걸맞게 여러 가지 기능을 하고 있다. 귀밑샘의 각 부속기는 인체 얼굴 부위 중 아래턱뼈를 감싸고, 귀밑샘을 통해 입안으로 타액을 분비하여 씹기와 삼키기를 촉진하고 단백질의 소화도 촉진한다. 다른 침샘에는 턱밑샘과 혀밑샘이 있으며, 땀샘의 일종이다.
 흔히 임상 사례에서, 감염이 되는 볼거리 바이러스는 귀밑샘에 감염되는 증상이다.